# Salmo 144

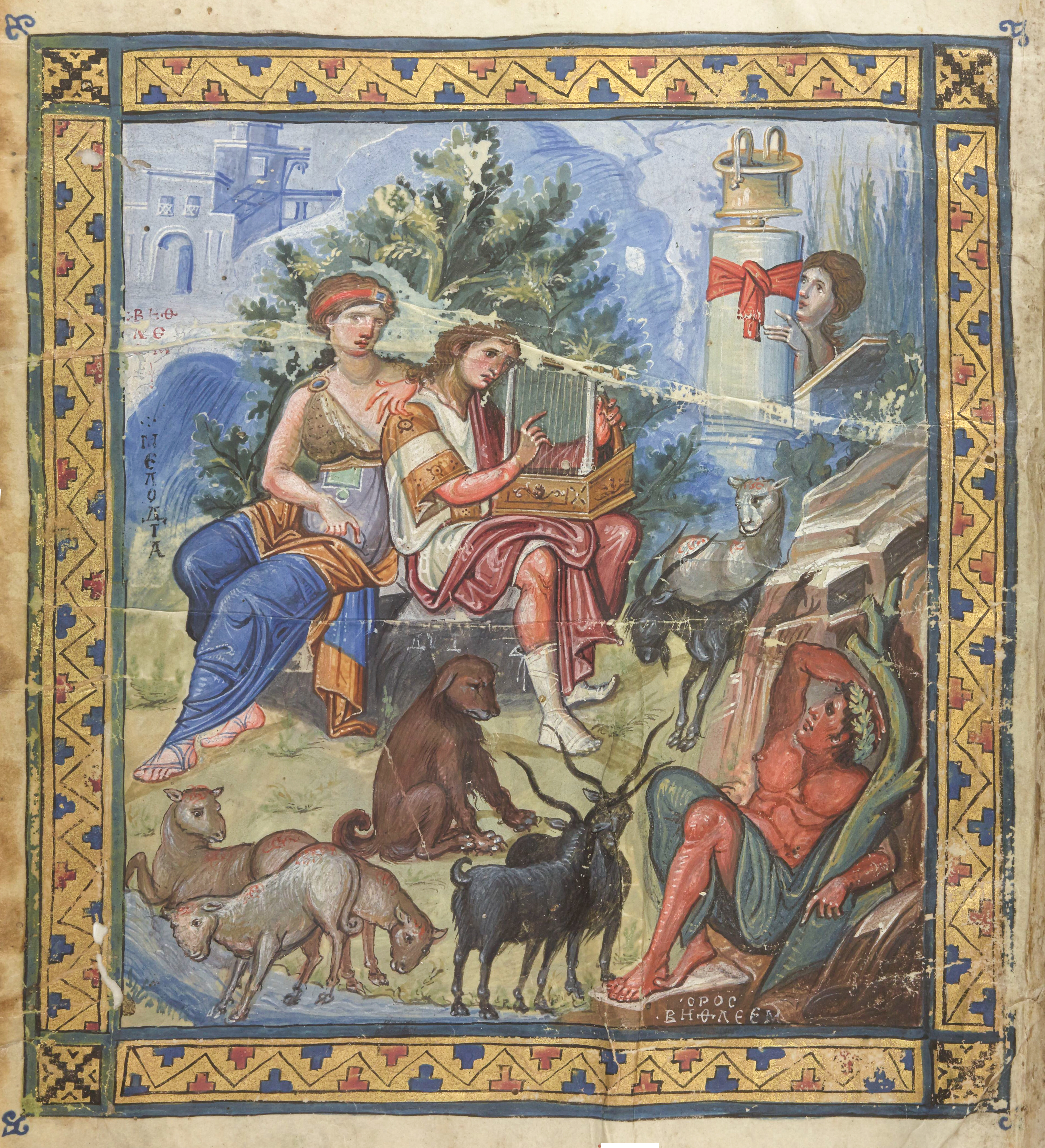
David tocando el arpa, Salterio de París, c. 960, Constantinopla

El Salmo 144 es el salmo 144 del Libro de los Salmos, parte de la colección final de salmos davídicos, que comprende los Salmos 138 a 145, que se atribuyen específicamente a David en sus versículos iniciales. En la Versión King James sus primeras palabras son «Bendito sea el SEÑOR mi fuerza, que enseña a mis manos a la guerra y a mis dedos a la batalla». En latín, se conoce como «Benedictus Dominus».
En el sistema de numeración ligeramente diferente utilizado en la versión griega Septuaginta de la Biblia, y en la latina Vulgata, este salmo es el Salmo 143.
El salmo se utiliza como parte habitual de las liturgias judía, católica, luterana, anglicana y otras liturgias protestantes; a menudo se ha puesto música.

## Texto
La siguiente tabla muestra el texto en hebreo del Salmo con vocales, junto con el texto en griego koiné de la Septuaginta y la traducción al español de la Biblia del Rey Jacobo. Tenga en cuenta que el significado puede diferir ligeramente entre estas versiones, ya que la Septuaginta y el texto masorético provienen de tradiciones textuales diferentes. En la Septuaginta, este salmo está numerado como Salmo 143.
| #  | Hebreo                                                              | Español | Griego |
| -- | ------------------------------------------------------------------- | --- | --- |
| 1  | לְדָוִ֨ד ׀ בָּ֘ר֤וּךְ יְהֹוָ֨ה ׀ צוּרִ֗י הַֽמְלַמֵּ֣ד יָדַ֣י לַקְרָ֑ב אֶ֝צְבְּעוֹתַ֗י לַמִּלְחָמָֽה׃              | (Salmo de David.) Bendito sea el Señor, mi fortaleza, que enseña a mis manos a combatir y a mis dedos a luchar.                                              | Τῷ Δαυΐδ, πρὸς τὸν Γολιάδ. - ΕΥΛΟΓΗΤΟΣ Κύριος ὁ Θεός μου ὁ διδάσκων τὰς χεῖράς μου εἰς παράταξιν, τοὺς δακτύλους μου εἰς πόλεμον·   |
| 2  | חַסְדִּ֥י וּמְצוּדָתִי֮ מִשְׂגַּבִּ֢י וּֽמְפַלְטִ֫י־לִ֥י מָ֭גִנִּי וּב֣וֹ חָסִ֑יתִי הָרוֹדֵ֖ד עַמִּ֣י תַחְתָּֽי׃         | Mi bondad y mi fortaleza; mi torre alta y mi libertador; mi escudo y aquel en quien confío; quien somete a mi pueblo bajo mí.                                | ἔλεός μου καὶ καταφυγή μου, ἀντιλήπτωρ μου καὶ ῥύστης μου, ὑπερασπιστής μου, καὶ ἐπ᾿ αὐτῷ ἤλπισα, ὁ ὑποτάσσων τὸν λαόν μου ὑπ᾿ ἐμέ. |
| 3  | יְֽהֹוָ֗ה מָֽה־אָ֭דָם וַתֵּדָעֵ֑הוּ בֶּן־אֱ֝נ֗וֹשׁ וַתְּחַשְּׁבֵֽהוּ׃                                 | Señor, ¿qué es el hombre, para que te fijes en él? ¿O el hijo del hombre, para que te ocupes de él?                                                          | Κύριε, τί ἐστιν ἄνθρωπος ὅτι ἐγνώσθης αὐτῷ, ἢ υἱὸς ἀνθρώπου ὅτι λογίζῃ αὐτῷ;                                                        |
| 4  | אָ֭דָם לַהֶ֣בֶל דָּמָ֑ה יָ֝מָ֗יו כְּצֵ֣ל עוֹבֵֽר׃                                         | El hombre es como la vanidad: sus días son como una sombra que pasa.                                                                                         | ἄνθρωπος ματαιότητι ὡμοιώθη, αἱ ἡμέραι αὐτοῦ ὡσεὶ σκιὰ παράγουσι.                                                                   |
| 5  | יְ֭הֹוָה הַט־שָׁמֶ֣יךָ וְתֵרֵ֑ד גַּ֖ע בֶּהָרִ֣ים וְֽיֶעֱשָֽׁנוּ׃                                  | Inclina los cielos, oh Señor, y desciende; toca los montes, y humearán.                                                                                      | Κύριε, κλῖνον οὐρανοὺς καὶ κατάβηθι, ἅψαι τῶν ὀρέων, καὶ καπνισθήσονται.                                                            |
| 6  | בְּר֣וֹק בָּ֭רָק וּתְפִיצֵ֑ם שְׁלַ֥ח חִ֝צֶּ֗יךָ וּתְהֻמֵּֽם׃                                     | Lanza rayos y dispérsalos; dispara tus flechas y destrúyelos.                                                                                                | ἄστραψον ἀστραπὴν καὶ σκορπιεῖς αὐτούς, ἐξαπόστειλον τὰ βέλη σου καὶ συνταράξεις αὐτούς.                                            |
| 7  | שְׁלַ֥ח יָדֶ֗יךָ מִ֫מָּר֥וֹם פְּצֵ֣נִי וְ֭הַצִּילֵנִי מִמַּ֣יִם רַבִּ֑ים מִ֝יַּ֗ד בְּנֵ֣י נֵכָֽר׃                  | Extiende tu mano desde lo alto; líbrame y sácame de las aguas profundas, de la mano de hijos extraños;                                                       | ἐξαπόστειλον τὴν χεῖρά σου ἐξ ὕψους, ἐξελοῦ με καὶ ρῦσαί με ἐξ ὑδάτων πολλῶν, ἐκ χειρὸς υἱῶν ἀλλοτρίων,                             |
| 8  | אֲשֶׁ֣ר פִּ֭יהֶם דִּבֶּר־שָׁ֑וְא וִ֝ימִינָ֗ם יְמִ֣ין שָֽׁקֶר׃                                   | Cuya boca habla vanidad, y su diestra es diestra de falsedad.                                                                                                | ὧν τὸ στόμα ἐλάλησε ματαιότητα, καὶ ἡ δεξιὰ αὐτῶν δεξιὰ ἀδικίας.                                                                    |
| 9  | אֱֽלֹהִ֗ים שִׁ֣יר חָ֭דָשׁ אָשִׁ֣ירָה לָּ֑ךְ בְּנֵ֥בֶל עָ֝שׂ֗וֹר אֲזַמְּרָה־לָּֽךְ׃                          | Te cantaré un cántico nuevo, oh Dios; te alabaré con un salterio de diez cuerdas.                                                                            | ὁ Θεός, ᾠδὴν καινὴν ᾄσομαί σοι, ἐν ψαλτηρίῳ δεκαχόρδῳ ψαλῶ σοι                                                                      |
| 10 | הַנּוֹתֵ֥ן תְּשׁוּעָ֗ה לַמְּלָ֫כִ֥ים הַ֭פּוֹצֶה אֶת־דָּוִ֥ד עַבְדּ֗וֹ מֵחֶ֥רֶב רָעָֽה׃                      | Él es quien da la salvación a los reyes, quien libra a David, su siervo, de la espada maligna.                                                               | τῷ διδόντι τὴν σωτηρίαν τοῖς βασιλεῦσι, τῷ λυτρουμένῳ Δαυΐδ τὸν δοῦλον αὐτοῦ ἐκ ρομφαίας πονηρᾶς.                                   |
| 11 | פְּצֵ֥נִי וְהַצִּילֵנִי֮ מִיַּ֢ד בְּֽנֵי־נֵ֫כָ֥ר אֲשֶׁ֣ר פִּ֭יהֶם דִּבֶּר־שָׁ֑וְא וִ֝ימִינָ֗ם יְמִ֣ין שָֽׁקֶר׃          | Líbrame y sálvame de la mano de hijos extraños, cuya boca habla vanidad, y cuya diestra es diestra de falsedad.                                              | ρῦσαί με καὶ ἐξελοῦ με ἐκ χειρὸς υἱῶν ἀλλοτρίων, ὧν τὸ στόμα ἐλάλησε ματαιότητα καὶ ἡ δεξιὰ αὐτῶν δεξιὰ ἀδικίας.                    |
| 12 | אֲשֶׁ֤ר בָּנֵ֨ינוּ ׀ כִּנְטִעִים֮ מְגֻדָּלִ֢ים בִּֽנְעוּרֵ֫יהֶ֥ם בְּנוֹתֵ֥ינוּ כְזָוִיֹּ֑ת מְ֝חֻטָּב֗וֹת תַּבְנִ֥ית הֵיכָֽל׃ | Para que nuestros hijos sean como plantas que crecen en su juventud; para que nuestras hijas sean como piedras angulares, pulidas a semejanza de un palacio: | ὧν οἱ υἱοὶ ὡς νεόφυτα ἱδρυμένα ἐν τῇ νεότητι αὐτῶν, αἱ θυγατέρες αὐτῶν κεκαλλωπισμέναι, περικεκοσμημέναι ὡς ὁμοίωμα ναοῦ,           |
| 13 | מְזָוֵ֣ינוּ מְלֵאִים֮ מְפִיקִ֥ים מִזַּ֗ן אֶ֫ל־זַ֥ן צֹאונֵ֣נוּ מַ֭אֲלִיפוֹת מְרֻבָּב֗וֹת בְּחוּצוֹתֵֽינוּ׃      | Para que nuestros graneros estén llenos, con todo tipo de provisiones; para que nuestras ovejas den a luz miles y miles en nuestras calles.                  | τὰ ταμιεῖα αὐτῶν πλήρη, ἐξερευγόμενα ἐκ τούτου εἰς τοῦτο, τὰ πρόβατα αὐτῶν πολύτοκα, πληθύνοντα ἐν ταῖς ἐξόδοις αὐτῶν,              |
| 14 | אַלּוּפֵ֗ינוּ מְֽסֻבָּ֫לִ֥ים אֵֽין־פֶּ֭רֶץ וְאֵ֣ין יוֹצֵ֑את וְאֵ֥ין צְ֝וָחָ֗ה בִּרְחֹבֹתֵֽינוּ׃               | Para que nuestros bueyes sean fuertes para trabajar; para que no haya rupturas ni salidas; para que no haya quejas en nuestras calles.                       | οἱ βόες αὐτῶν παχεῖς, οὐκ ἔστι κατάπτωμα φραγμοῦ, οὐδὲ διέξοδος, οὐδὲ κραυγὴ ἐν ταῖς πλατείαις αὐτῶν,                               |
| 15 | אַשְׁרֵ֣י הָ֭עָם שֶׁכָּ֣כָה לּ֑וֹ אַֽשְׁרֵ֥י הָ֝עָ֗ם שֱׁיְהֹוָ֥ה אֱלֹהָֽיו׃                              | Feliz es ese pueblo, que se encuentra en tal situación: sí, feliz es ese pueblo, cuyo Dios es el Señor.                                                      | ἐμακάρισαν τὸν λαόν, ᾧ ταῦτά ἐστι· μακάριος ὁ λαός, οὗ Κύριος ὁ Θεὸς αὐτοῦ.                                                         |

### Versión Reina-Valera 1960
1. Bendito sea el Señor, mi fuerza, que enseña mis manos a la guerra y mis dedos a la batalla.
2. Mi bondad y mi fortaleza, mi torre alta y mi libertador, mi escudo y en quien confío, que somete a mi pueblo bajo mí.
3. Señor, ¿qué es el hombre, para que te acuerdes de él? ¿O el hijo del hombre, para que lo tomes en cuenta?
4. El hombre es como una vanidad: sus días son como una sombra que pasa.
5. Inclina tus cielos, oh Señor, y desciende: toca las montañas, y humearán.
6. Lanza relámpagos y dispérsalos; dispara tus flechas y destrúyelos.
7. Envía tu mano desde lo alto; líbrame y sálvame de las grandes aguas, de la mano de los hijos extraños;
8. Cuyo boca habla vanidad, y su mano derecha es una mano derecha de falsedad.
9. Te cantaré una nueva canción, oh Dios: sobre un salterio y un instrumento de diez cuerdas te cantaré alabanzas.
10. Él es quien da salvación a los reyes: quien libra a David su siervo de la espada dañina.
11. Líbrame y sálvame de la mano de los hijos de extraños, cuya boca habla vanidad y su diestra es una diestra de mentira:
12. Para que nuestros hijos sean como plantas crecidas en su juventud; para que nuestras hijas sean como piedras de esquina, pulidas a semejanza de un palacio:
13. Para que nuestras granjas estén llenas, ofreciendo todo tipo de provisiones: para que nuestras ovejas den a luz miles y miles en nuestras calles.
14. Que nuestros bueyes sean fuertes para trabajar; que no haya que entrar ni salir; que no haya quejas en nuestras calles.
15. Dichoso el pueblo que se encuentra en tal situación; sí, dichoso el pueblo cuyo Dios es el Señor.

## Comentarios

### De la Iglesia católica

#### A todo el salmo
Dentro del conjunto de salmos atribuidos a David que va del 138 al 145, este es el único que menciona explícitamente al rey, aludiendo a lo que Dios hizo por él (Sal 144,10). Se conecta con el salmo anterior, donde se recordaban las obras poderosas del Señor (cf. Sal 143,5), y se intensifica la dimensión personal de la relación con Dios: antes se imploraba su misericordia (cf. Sal 143,12), ahora se le invoca como “mi misericordia” (Sal 144,2). Los enemigos mencionados en los salmos previos (cf. Sal 143,3.9.12) son ahora identificados concretamente como extranjeros (Sal 144,7.11). Por este motivo, la versión griega de los Setenta lo interpreta como una oración pronunciada por David en el contexto de su enfrentamiento con Goliat (cf. 1 Sam 17,1–18,5). El salmo se estructura en dos grandes partes. La primera (vv. 1–10) abre con una alabanza a Dios que sostiene al rey en su función (vv. 1–2), seguida por una reflexión sobre la fragilidad del ser humano (vv. 3–4). Luego, se eleva una súplica de salvación ante la amenaza de los extranjeros (vv. 5–8) y se proclama el compromiso de cantar las gestas que Dios realizó a favor de David (vv. 9–10). Esta sección comienza y termina con fórmulas similares a las del Salmo 18 (cf. Sal 18,2–3.51).
La segunda parte (vv. 11–15), más original en tono, reitera la súplica (v. 11) y se orienta hacia el anhelo de bienestar colectivo: abundancia para el pueblo, prosperidad para sus familias y estabilidad social (vv. 12–14), cerrando con una afirmación sobre la verdadera felicidad (v. 15). Esta sección tiene un claro matiz escatológico y apunta hacia una visión de plenitud que ha sido interpretada en clave mesiánica. El recuerdo de la victoria concedida por Dios a David fundamenta la alabanza y la confianza en el Señor. Para la fe cristiana, esta victoria adquiere un sentido aún más profundo a la luz de la resurrección de Cristo, el Hijo de David, donde se manifiesta de forma definitiva el triunfo de Dios sobre el mal y la muerte.

#### A los versículos 1-10
Con frases tomadas del Salmo 18 (cf. Sal 18,3.35.47), se alaba al Señor por ser quien concede las victorias y se le reconoce como el único defensor del rey. Asimismo, cualquier persona puede experimentar que es Dios quien le brinda el triunfo.

Dime, Señor, Dios mío, por tu misericordia qué eres Tú para mí. Di a mi alma: “Yo soy tu victoria”. Díselo de manera que lo oiga. Mira, Señor: los oídos de mi corazón están ante ti. Ábrelos y di a mi alma: “Yo soy tu victoria”. Correré tras estas palabras tuyas y me aferraré a ti. No me escondas tu rostro: muera yo, para que no muera, y pueda así contemplarlo.

Aunque la súplica proviene del rey que domina a las naciones (v. 2), este mismo reconoce la fragilidad común a todo ser humano, incluida su propia persona, debido a lo efímero de la vida (vv. 3–4; cf. Sal 8,5). El poder de Dios se manifiesta a través de los elementos naturales, en una escena que recuerda la descripción de la teofanía en Sal 18,6–8. Para expresar la alabanza, se emplean fórmulas tomadas de otros salmos, como la expresión «cántico nuevo» (cf. Sal 33,3), y se evoca la figura de David (cf. Sal 18,51). Estos recursos literarios reflejan el carácter recopilatorio y posterior de la primera sección del Salmo 144.

#### A los versículos 11-15
La reiteración casi literal del versículo 7 en el versículo 11 refuerza la identificación de los enemigos como extranjeros. La expresión «diestra de perjurio» (cf. v. 8) alude al gesto de levantar la mano derecha al hacer un juramento, señalando así la falsedad y la traición de aquellos cuya palabra no es digna de confianza. Aunque algunos estudiosos han sugerido que los versículos 12–15 podrían haber sido una composición separada en su origen, en su forma actual se integran coherentemente con el resto del salmo. Representan la oración del rey en favor de su pueblo: primero se pide por la salud, vigor y lozanía de los hijos e hijas (v. 12); luego, por la prosperidad material, la estabilidad y la paz social (vv. 13–14). En conjunto, todo lo pedido se reconoce como un don que proviene del Señor.

## Temas
El texto se atribuye a David en el Texto masorético. La Septuaginta tiene la especificación adicional de Τῷ Δαυΐδ, πρὸς τὸν Γολιάδ, «David contra Goliat», lo que sitúa el texto en el contexto de la narración de la lucha de David contra Goliat en 1 Samuel 17. La Biblia de Jerusalén señala que el salmo tiene dos partes: se refiere a los versículos 1-11 como un «himno de guerra» y sugiere que los versículos 12-15 retratan «los frutos de la victoria», y también por extensión «la prosperidad de la era mesiánica».

## Versículo 1
El primer versículo se traduce en la Versión King James (KJV) como 
«Bendito sea el SEÑOR mi fuerza, que enseña mis manos a la guerra y mis dedos a la lucha».
Esto se traduce al hebreo así:
ברוך יהוה צורי המלמד ידי לקרב אצבעותי למלחמה׃
Así, en la KJV, «mi fuerza» se traduce como צורי (literalmente, «mi roca»).
Pero la Septuaginta tiene 
Εὐλογητὸς Κύριος ὁ Θεός μου ὁ διδάσκων τὰς χεῖράς μου εἰς παράταξιν, τοὺς δακτύλους μου εἰς πόλεμον
poniendo Θεός μου «mi Dios» donde en hebreo dice «mi roca/fuerza».
Este fue el texto traducido por la Vulgata Clementina, 
Benedictus Dominus Deus meus, qui docet manus meas ad prælium, et digitos meos ad bellum.
Esta traducción al latín fue la que influyó en el cristianismo occidental durante la Edad Media. Con el desarrollo del ideal de la caballería en el siglo XII, el versículo pasó a considerarse una oración adecuada para el guerrero cristiano, y se encuentran referencias a él inscritas en varias espadas altomedievales, sobre todo en el pomo de la Espada Imperial de Otón IV (fabricada hacia 1198).

## Versículo 12
Que nuestros hijos sean como plantas crecidas en su juventud;
Que nuestras hijas sean como columnas,
Esculpidas al estilo de un palacio.
La Biblia de Jerusalén sugiere que el salmista puede tener en mente una cariátide, una figura femenina esculpida que sirve de soporte arquitectónico.

## Uso

### Judaísmo
Este salmo se recita en algunas congregaciones antes de Maariv en Motzei Shabbat. El versículo 15 es el segundo versículo de Ashrei y también es el octavo versículo de Hoshia Et Amecha en Pesukei Dezimra. El versículo 15 del salmo es la oración de Ashrei, y en zemirot. ref> Complete Artscroll Siddur. ref>

### Catolicismo
Este salmo fue seleccionado para el oficio de Vísperas por San Benedicto de Nursia en el año 530 d. C. Por lo tanto, se interpretaba tradicionalmente durante las Vísperas del viernes, según la Regla de San Benito. Como el Salmo 144 es lo suficientemente largo, Benito lo dividió en dos. Así que los versículos de Deus canticum novum cantabo tibi fueron su división, y las vísperas del viernes tenían solo tres salmos en lugar de cuatro. 
En la Liturgia de las Horas, el salmo 144 se recita durante las vísperas del jueves de la cuarta semana. El ciclo principal de oraciones litúrgicas dura cuatro semanas.  Para facilitar la comprensión se le asigna a cada salmo un título en rojo (rúbrica) que no forma parte del salmo. El título del Salmo 144 es Oración por la victoria y la paz.
En el Oficio diario, el Oficio Divino diario de los Ordinariatos personales de uso anglicano Personal Ordinariate, el salmo 144 se recita en la oración de la mañana del día 30 y 31 del mes en el ciclo de 30 días del Libro de Oración o en la oración de la mañana del sábado de la séptima semana en el ciclo de siete semanas.

## Acompañamientos musicales

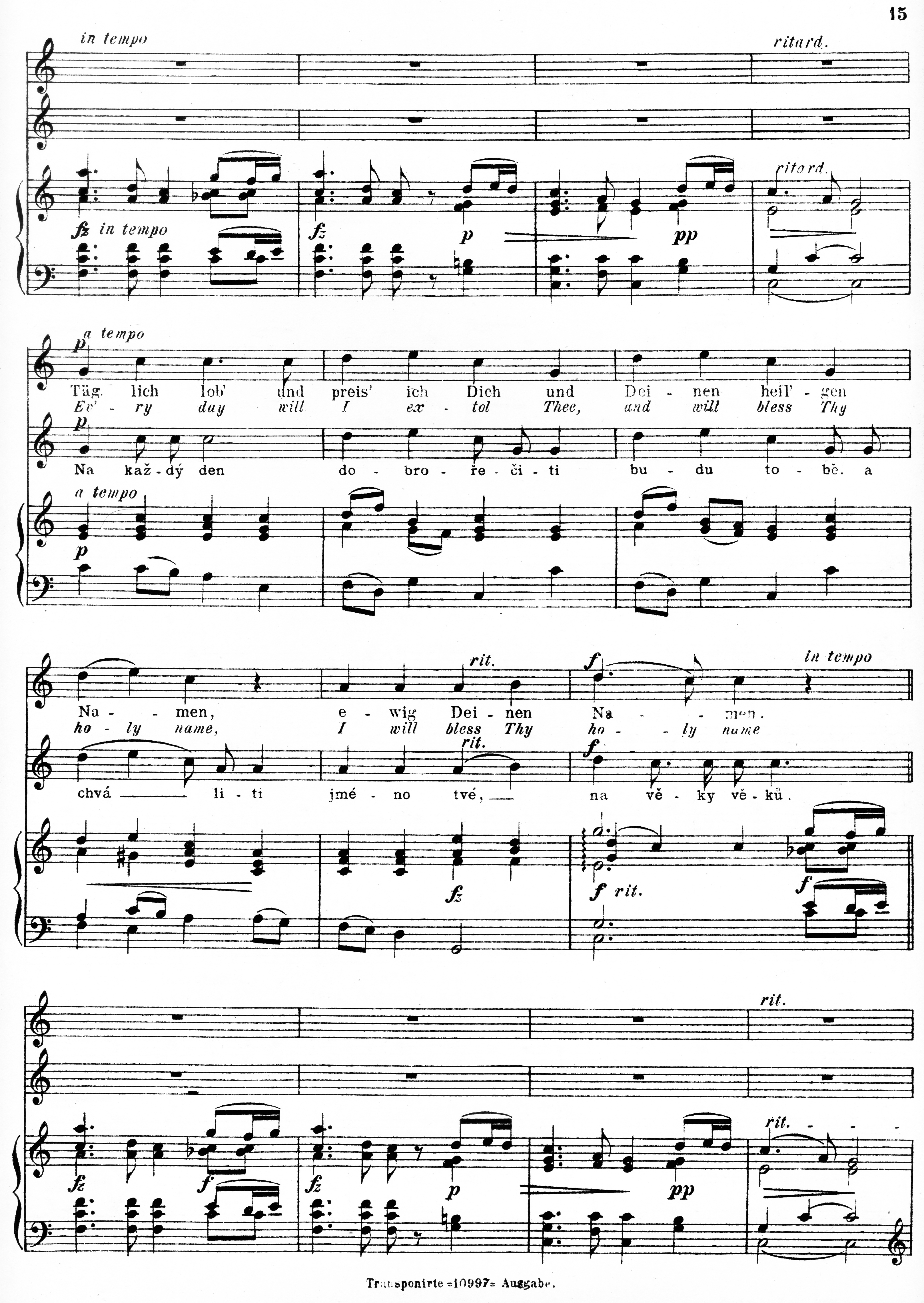
N.º 5 de las Canciones bíblicas de Dvorak

Michel Richard Delalande, compositor de Luis XIV, escribió un gran motete en 1695 para este salmo (S.44) para los oficios celebrados en la Capilla Real de Versalles.
El poeta alemán Matthias Claudius escribió un poema titulado «Wir pflügen und wir streuen» (en español: «Aramos los campos y esparcimos») que se inspiró en el Salmo 144 y se publicó en 1782. Este poema fue musicado en 1800 por Johann Abraham Peter Schulz. La letra fue traducida al inglés en 1862 por Jane Montgomery Campbell, y desde entonces Aramos los campos y esparcimos se ha convertido en un himno popular que se asocia especialmente con las celebraciones de la temporada de cosecha.
Antonín Dvořák puso un versículo del salmo en checo como comienzo del quinto movimiento de sus Cantos bíblicos.

## En el cine
En el Museo de la Biblia se exhiben algunos fragmentos de la película Salvar al soldado Ryan, en los que Daniel Jackson cita los Salmos 22:19, 25:2 y 144:2.

## Uso como grabado en un arma
En septiembre de 2015, una armería de Apopka (Florida) fabricó un AR-15 llamado «Crusader» con el Salmo 144:1 grabado, aparentemente para que «nunca... lo usaran terroristas musulmanes». El Consejo de Relaciones Americano-Islámicas respondió con desaprobación. 